# Unione Sportiva Forlimpopoli 1942-1943
Questa voce raccoglie le informazioni riguardanti l'Unione Sportiva Forlimpopoli nelle competizioni ufficiali della stagione 1942-1943.

## Rosa
| N. |                   | Ruolo | Calciatore          |
| -- | ----------------- | ----- | ------------------- |
|    | Italia (bandiera) | C     | Giovanni Acquisti   |
|    | Italia (bandiera) | A     | G. Artusi           |
|    | Italia (bandiera) | C     | F. Bazzoli          |
|    | Italia (bandiera) | A     | C. Bergossi         |
|    | Italia (bandiera) | A     | Ettore Bertoni      |
|    | Italia (bandiera) | A     | Ferdinando Bondi    |
|    | Italia (bandiera) | D     | Giannunzio Brunelli |
|    | Italia (bandiera) | C     | Luigi Calbi         |
|    | Italia (bandiera) | A     | G. Castori          |
|    | Italia (bandiera) | D     | E. Daspani          |
|    | Italia (bandiera) | A     | S. Fabbri           |
|    | Italia (bandiera) | A     | F. Fabbiani         |
|    | Italia (bandiera) | A     | Angelo Gaudenzi     |
|    | Italia (bandiera) | C     | D. Girotti          |
|    | Italia (bandiera) | A     | Nello Liverani      |

| N. |                   | Ruolo | Calciatore         |
| -- | ----------------- | ----- | ------------------ |
|    | Italia (bandiera) | P     | Giovanni Longhi    |
|    | Italia (bandiera) | D     | V. Masini          |
|    | Italia (bandiera) | C     | Giuseppe Minghetti |
|    | Italia (bandiera) | A     | G. Moterastelli    |
|    | Italia (bandiera) | A     | Alfredo Romito     |
|    | Italia (bandiera) | A     | M. Rosetti         |
|    | Italia (bandiera) | P     | Giuseppe Saragoni  |
|    | Italia (bandiera) | P     | D. Spadarelli      |
|    | Italia (bandiera) | D     | Guerrino Tumedei   |
|    | Italia (bandiera) | A     | Eugenio Vannini    |
|    | Italia (bandiera) | C     | V. Vecchi          |
|    | Italia (bandiera) | C     | G. Zattini         |
|    | Italia (bandiera) | A     | A. Zanetti         |
|    | Italia (bandiera) | C     | B. Zecchini        |